# Seti (Vizekönig von Kusch)

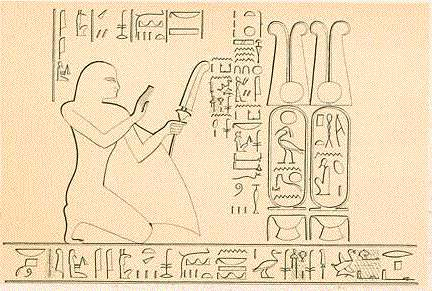
Darstellung von Seti

Seti war ein Vizekönig von Kusch in der 19. Dynastie, der unter dem altägyptischen König (Pharao) Siptah amtierte.
Sicher belegt ist Seti nur unter Siptah und scheint bis in dessen 3. Regierungsjahr im Amt gewesen zu sein. Als sein Nachfolger ist Hori II. bezeugt. Seti trug verschiedene Titel. Sein Amtstitel war Vizekönig von Kusch (wörtliche Übersetzung: Königssohn von Unternubien), daneben war er auch unter anderem Vorsteher der südlichen Fremdländer, Schreiber des Königs und Großer Hausvorsteher des Königs. Denkmäler mit seinem Namen fanden sich vor allem in Unternubien. 2017 kam aber auch ein dekorierter Block mit seinem Namen und Titeln bei Beni Suef in Mittelägypten zu Tage.